# Dackellähme
Als Dackellähme (auch Dackellähmung oder Teckellähme) werden die durch einen Bandscheibenvorfall ausgelösten Krankheitssymptome bei Hunden, welche eine genetisch fixierte Knorpelwachstumsstörung (Chondrodystrophie) aufweisen, bezeichnet. Wie der Name bereits sagt, sind hiervon häufig Dackel betroffen, aber auch Pekinesen, Scottish Terrier, Spaniel und Zwergpudel sind für die Erkrankung anfällig. Französische Bulldogge, Englische Bulldogge, Boston Terrier und Mops zählen wegen ihrer Zuchtmerkmale im Besonderen zu den chondrodystrophen Rassen.

## Pathogenese
Die Erkrankung beruht auf einer Degeneration der Bandscheiben. Diese besteht aus dem peripher liegenden Anulus fibrosus und dem zentral liegenden Bandscheibenkern (Nucleus pulposus). Die vorliegende Chondrodystrophie führt zu einer Umwandlung des elastischen, gallertigen Kernes in knorpelartiges, verkalktes, teilweise abgestorbenes Gewebe, die mit einer zunehmenden Instabilität und Auffaserung des Anulus fibrosus einhergeht (Enchondrosis intervertebralis). Die somit kaum noch elastische und belastbare Bandscheibe kann somit bereits bei kleineren Belastungen oder Traumen reißen: es kommt zum Vorfall des Bandscheibenkerns oder der gesamten Bandscheibe in den Wirbelkanal hinein. Hierdurch werden Quetschungen und Schädigungen des Nervengewebes verursacht, welche wiederum entsprechende klinische Ausfallserscheinungen der Nervenfunktion nach sich ziehen. Die Erkrankung tritt vor allem im jüngeren bis mittleren Lebensalter zwischen zwei und sieben Jahren auf und betrifft gehäuft den mechanisch am stärksten beanspruchten Teil der Wirbelsäule zwischen elftem Brust- und drittem Lendenwirbel, seltener die hintere Lendenwirbelsäule zwischen fünftem Lendenwirbel und Kreuzbein sowie die Halswirbelsäule zwischen dem zweiten und siebten Halswirbel.

## Klinik
Die Symptomatik ist durch eine deutliche Bewegungsstörung der betroffenen Tiere gekennzeichnet. Diese ist – abhängig von der Schwere des Vorfalls – auf Schmerzhaftigkeit im Bereich des Rückens oder auf den mehr oder weniger starken Ausfall von Nervenfunktionen zurückzuführen. Im Extremfall kommt es zu einer kompletten Lähmung der Beckengliedmaßen mit spastischer Parese oder schlaffer Lähmung. Die Fähigkeit zu Harn- und Kotabsatz ist häufig eingeschränkt. Bei einem Vorfall im Bereich der Halswirbelsäule können analog die Vordergliedmaßen zusätzlich betroffen sein. Bei länger bestehender Symptomatik sind Hautschäden durch Druckstellen möglich.

## Diagnose
Gemeinsam mit der Rasse des betroffenen Tieres gibt eine neurologische Untersuchung deutliche Anhaltspunkte für die Lokalisation der Schädigung. Dagegen ist das Anfertigen einer einfachen Röntgenaufnahme häufig nicht zielführend, da sich die vorgefallenen Bandscheibenanteile meist im Röntgenbild nicht deutlich genug nachweisen lassen. Mittels einer Myelographie ist die Eingrenzung des Schadens jedoch in der Regel möglich. Letzte Sicherheit über das Ausmaß des Schadens kann eine Magnetresonanztomographie geben.

## Therapie
Liegt keine hochgradige Schädigung vor, ist eine konservative Therapie mittels Medikamenten (Glukokortikoide, Antiphlogistika, Anabolika und Vitamin-B-Komplex) möglich und zielt auf das Zurückdrängen entzündlicher Reaktionen ab. Die chirurgische Intervention ist dagegen auf die Druckentlastung des Rückenmarks ausgerichtet, was über Fensterung (Fenestrierung) der Bandscheibe sowie über Entfernung von Teilen des angrenzenden Wirbeldaches (Laminektomie oder Hemilaminektomie) erfolgen kann. Nach erfolgter Operation kann mittels Physiotherapie die Genesung beschleunigt werden.